# Bagno a Ripoli
Bagno a Ripoli (Aussprache ['baŋŋo a 'rri:poli]) ist eine italienische Gemeinde in der Metropolitanstadt Florenz (Region Toskana) mit 25.041 Einwohnern (Stand 31. Dezember 2023). Die Gemeinde gilt als wohlhabender Vorort der Stadt Florenz.

## Geografie

Lage von Bagno a Ripoli in der Metropolitanstadt Florenz

Bagno a Ripoli liegt rund 7 km südöstlich der Provinz- und Regionalhauptstadt Florenz in der klimatischen Einordnung italienischer Gemeinden in der Zone D, 1 854 GG. Die Gemeinde liegt in einer Ebene am Arno mit vielen Palästen und Villen. Die südwestlichen Ortsteile liegen am Fluss Ema. Am gegenüberliegenden Ufer befindet sich Fiesole.
Zu den Ortsteilen gehören Antella, Candeli, Le Gualchiere, Grassina, Lappeggi, Ponte a Ema, Osteria Nuova, Rimaggio, San Donato in Collina, Terzano, Vallina und Villamagna.
Das Gemeindegebiet erstreckt sich über eine Höhenlage zwischen ca. 50 m s.l.m. (am Arno) bis 597 m s.l.m. (Poggio delle Piglie).
Die Nachbargemeinden sind Fiesole, Florenz, Greve in Chianti, Impruneta, Pontassieve und Rignano sull’Arno.

## Geschichte
Bagno a Ripoli ist etruskischen Ursprungs und entwickelte sich im 3. Jahrhundert v. Chr. zu einem Handelsplatz.
Nach dem Kriegseintritt Italiens im Juni 1940 errichtete das faschistische Regime in Bagno a Ripoli ein Internierungslager (campo di concentramento). Es befand sich in der Villa la Selva, einem Landhaus, dessen Besitzer nach Palästina ausgewandert war. Nach dem Angriff Italiens auf Griechenland im Herbst 1940 wurden dort fast nur Griechen interniert, darunter auch Juden. 1942/43 kamen Anglolibyer und Jugoslawen hinzu.

## Sehenswürdigkeiten

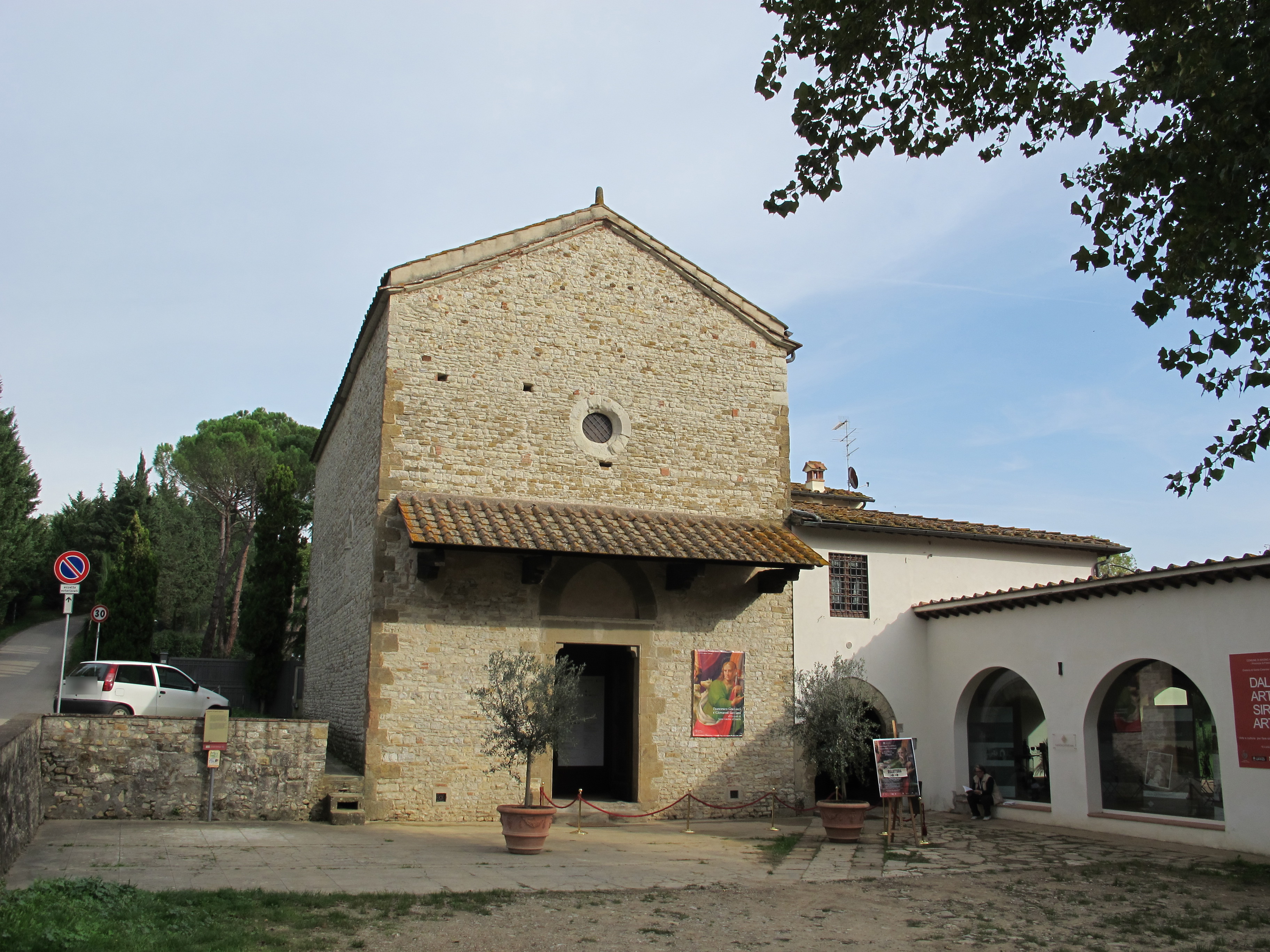
Santa Caterina bei Antella

- In dem Dorf befinden sich Reste alter Thermen, in seiner Umgebung finden sich einige Burganlagen.
- Villa Medici von Lappeggi
- Oratorio di Santa Caterina all’Antella (auch Oratorio di Santa Caterina delle Ruote genannt), Oratorium nahe dem Ortsteil Antella. Enthält drei Werke des Spinello Aretino.
- Zu Ostern werden im Stadtviertel Grassina Passionsspiele aufgeführt, deren Wurzeln bis ins 17. Jahrhundert zurückreichen.[4]

## Sport
- Circolo del Golf dell’Ugolino, ältester Golfplatz der Toskana und Sitz des ältesten Golfclubs Italiens.

## Partnergemeinden
Die deutsche Partnerstadt ist Weiterstadt in Hessen.

## Söhne und Töchter der Gemeinde
- Nello Ciaccheri (1893–1971), Radrennfahrer
- Gino Bartali (1914–2000), geboren im Ortsteil Ponte a Ema, Radrennfahrer
- Desirée Noferini (* 1987), Schauspielerin und Model
- Claudio Stecchi (* 1991), Stabhochspringer
- Norma Cinotti (* 1996), Fußballspielerin
- Leonardo Fabbri (* 1997), Kugelstoßer
- Christian Rontini (* 1999), philippinisch-italienischer Fußballspieler